# Minerva Hernández Ramos
Minerva Hernández Ramos (Tlaxcala; 15 de septiembre de 1969) es una política mexicana integrante del Partido Acción Nacional. Desde el 1 de septiembre de 2018 es senadora de México por Tlaxcala, integrante del Grupo Parlamentario del Partido Acción Nacional en la LXIV Legislatura.

## Trayectoria
Estudió las licenciaturas en Administración y en Contaduría Pública, así como la Maestría en Administración Pública Estatal y Municipal en la Universidad Autónoma de Tlaxcala y el Doctorado en Ciencias de lo Fiscal en el Instituto de Especialización de Ejecutivos; el máster en Prevención y Combate a la Corrupción en la Universidad de Salamanca y la Maestría en Estrategias Anticorrupción y Estado de Derecho en el Instituto Nacional de Ciencias Penales.
Cofundadora del Caucus Legislativo Anticorrupción, un esfuerzo plural de diversas fuerzas políticas para profundizar en la agenda legislativa de transparencia, rendición de cuentas y combate a la corrupción. Como Legisladora es integrante de la Organización Mundial de Parlamentarios Contra la Corrupción GOPAC. Se desempeñó como secretaria técnica de la Comisión de la Plataforma Electoral 2018 del Partido Acción Nacional.
Anteriormente, fue diputada federal en la LXIII Legislatura fungiendo como presidenta de la Comisión Bicameral de Disciplina Financiera de las Entidades Federativas y de los Municipios, secretaria de la Comisión de Vigilancia de la Auditoría Superior de la Federación, e integrante de las Comisiones de Presupuesto y Cuenta Pública y la de Seguridad Social. Previo a ello, fue subprocuradora de Cultura Contributiva en la PRODECON, senadora de la República en las LX y LXI Legislaturas, diputada federal en la LIX Legislatura y secretaria de Finanzas del Estado de Tlaxcala. 
Además de ser integrante e impulsora del Observatorio Académico Tributario y Financiero –un esfuerzo que agrupa a especialistas en finanzas públicas, tributación y rendición de cuentas de la academia, instituciones de educación superior, sociedad civil y expertos– ha sido invitada como conferencista, panelista y participante en eventos organizados por el Instituto Mexicano de Contadores Públicos, la Auditoría Superior de la Federación, el Instituto de Investigaciones Jurídicas de la UNAM, la Universidad Panamericana de Guadalajara, distintas Comisiones Ordinarias y Especiales de la H. Cámara de Diputados, e Instituto de la Judicatura Federal, la Asociación de Bancos de México, la Universidad Popular Autónoma del Estado de Puebla, el Tecnológico de Monterrey, Campus Puebla, entre otros.